# Oralni glukozni tolerančni test
Oralni glukozni tolerančni test (krajš. OGTT), tudi  obremenitev z glukozo, je test z obremenitvijo z glukozo, ki jo preiskovanec zaužije v obliki raztopine. Uporablja se za ugotavljanje sladkorne bolezni in motene tolerance za glukozo. Gre za sicer zamuden test, vendar je po dosedanjih raziskavah izkazal kot  najzanesljivejša metoda za diagnosticiranje glikemije, ki odkrije do 90 % nediagnosticiranih oseb s sladkorno boleznijo.

## Izvedba
Test se izvaja na tešče, običajno zjutraj med 7h in 9h (po vsaj 8 in ne več kot 16 urah teščega stanja; pitje vode je dovoljeno). Preiskovanec mora v preteklih treh dneh uživati hrano brez omejitve vsebnosti ogljikovih hidratov (več kot 150 g dnevno). Preiskovanec zaužije 75 gramov glukoze, raztopljene v 250 do 300 ml vode, ki jo spije v 5 minutah. Prvi vzorec krvi se odvzame pred zaužitjem glukozne raztopine in drugi dve uri po njem. V primeru, da je že prva vrednost glukoze diagnostična za sladkorno bolezen, testa ni treba nadaljevati.
Pri nosečnicah se za diagnosticiranje nosečnostne sladkorne bolezni izvaja OGTT na enak način, meritve se opravijo pred zaužitjem raztopine 75 g glukoze ter 60 in 120 minut po njej.

## Mejne vrednosti
- Krvni sladkor na tešče (meritev pred zaužitjem raztopine z glukozo): vrednost pri zdravih posameznikih je pod 5,6 mmol/L (100 mg/dL). Vrednosti med 6,1[2] (5,6 po merilih Ameriškega združenja za sladkorno bolezen) in 6,9 mmol/L (100 in 125 mg/dL) kažejo na mejno bazalno glikemijo, vrednosti nad 7,0 mmol/L (>126 mg/dL) pa na sladkorno bolezen.[5]
- Vrednost krvnega sladkorja 2 uri po OGTT (po zaužitju 75 g glukoze) pod 7,8 mmol/L (140 mg/dL) je normalna vrednost pri zdravi osebi,  višje vrednosti pa kažejo na hiperglikemijo. Pri vrednostih krvnega sladkorja med 7,8 mmol/L (140 mg/dL) in 11,1 mmol/L (200 mg/dL) gre za  moteno toleranco za glukozo, pri vrednosti 11,1 mmol/L ali več pa gre za potrditev diagnoze sladkorne bolezni.[5]

|                   | Krvni sladkor na tešče (mmol/l) | In/ali | Krvni sladkor 2 h po OGTT (mmol/l) |
| ----------------- | ------------------------------- | ------ | ---------------------------------- |
| MBG (izolirana)   | 6,1–6,9                         | in     | < 7,8                              |
| MTG (izolirana)   | < 6,1                           | in     | 7,8–11,0                           |
| MBG in MTG        | 6,1–6,9                         | in     | 7,8–11,0                           |
| Sladkorna bolezen | > 7,0                           | ali    | > 11,0                             |

MBG − motena bazalna glikemija, MTG – motena toleranca za glukozo

### Nosečnostna sladkorna bolezen
Pri diagnosticiranju nosečnostne sladkorne bolezni veljajo druga merila:
- Krvni sladkor na tešče: pri vrednostih 5,1 mmol/l ali več gre za diagnozo nosečnostne sladkorne bolezni; obremenitve z glukozno raztopino ni treba opravljati.
- Vrednost krvnega sladkorja 1 uro (60 min) po OGTT: diagnostična vrednost koncentracije glukoze v krvi za potrditev nosečnostne sladkorne bolezni je 10,0 mmol/l ali več.
- Vrednost krvnega sladkorja 2 uri (120 min) po OGTT: diagnostična vrednost koncentracije glukoze v krvi za potrditev nosečnostne sladkorne bolezni je 8,5 mmol/l ali več.